# Júlio César (ur. 1979)
Júlio César, właśc. Júlio César Soares Espíndola (wym. [ˈʒuʎu ˈsezaɾ]; ur. 3 września 1979 w Rio de Janeiro) – brazylijski piłkarz, który występował na pozycji bramkarza, wychowanek brazylijskiego klubu CR Flamengo.
W latach 2004–2014 reprezentant Brazylii. Złoty medalista Copa América 2004, a także Pucharu Konfederacji 2009 i 2013. Uczestnik Pucharu Konfederacji 2003, Mistrzostw Świata 2006, 2010 i 2014, a także Copa América 2011.

## Kariera klubowa
Karierę rozpoczął w brazylijskim klubie piłkarskim – Clube de Regatas do Flamengo. Grał w tym klubie przez sześć lat (od 1998 do 2004 roku), rozegrał w jego barwach 130 meczów. W 2005 roku przeszedł do włoskiego Interu Mediolan, skąd również w 2005 roku został wypożyczony do innego włoskiego klubu – Chievo. W klubie z Werony nie rozegrał ani jednego spotkania i powrócił do Mediolanu.

### Queens Park Rangers
W roku 2012 podpisał kontrakt z Queens Park Rangers. W pierwszym sezonie w barwach Rangersów bramkarz rozegrał 22 ligowe mecze, jednak nie zapobiegł degradacji klubu z Premier League. W czerwcu zainteresowanie bramkarzem wyraziły takie kluby jak Arsenal F.C. i Chelsea F.C.

### Toronto FC
Z powodu spadku Queens Park Rangers do Championship, w lutym 2014 roku został wypożyczony do występującego w Major League Soccer Toronto FC.

### SL Benfica
19 sierpnia 2014 roku podpisał dwuletni kontrakt z Benfiką Lizbona.

### C.R. Flamengo
29 stycznia 2018 roku podpisał umowę z C.R. Flamengo. 21 kwietnia 2018 roku wystąpił w swoim ostatnim meczu w zawodowej karierze wygranym 2:0 przeciwko Américe Mineiro.

## Kariera reprezentacyjna
Júlio César był reprezentantem Brazylii. Razem ze swoją reprezentacją zdobył Copa America w 2004 roku i w finale tej imprezy po serii rzutów karnych został bohaterem. Był również powołany na Mistrzostwa Świata w 2006 roku, ale pełnił na nich funkcję rezerwowego. W 2009 roku zajął z reprezentacją pierwsze miejsce w Pucharze Konfederacji rozgrywanym w Republice Południowej Afryki. Na MŚ 2010 wystąpił we wszystkich 5 meczach swojej drużyny, docierając z ekipą Brazylii do ćwierćfinału, w którym ulegli Holendrom 2:1 po dwóch golach Sneijdera. 26 czerwca 2013 roku podczas meczu Pucharu Konfederacji, obronił rzut karny wykonywany przez Diego Forlana. 30 czerwca w finale tego turnieju wraz z reprezentacją pokonał reprezentację Hiszpanii 3:0 mając przy tym swój wkład dzięki swym interwencjom. W związku ze swoimi świetnymi występami w Pucharze Konfederacji został najlepszym bramkarzem turnieju, otrzymując Złote Rękawice Adidas.

## Sukcesy

### Klubowe
Flamengo
- Campeonato Carioca: 1999, 2000, 2001, 2004
- Copa dos Campeões: 2001
- Rio Trophy: 2000
- Taça Guanabara: 1999, 2001, 2004

Inter Mediolan
- Serie A: 2005/06, 2006/07, 2007/08, 2008/09, 2009/10
- Puchar Włoch: 2005/06, 2009/10, 2010/11
- Superpuchar Włoch: 2005, 2006, 2008, 2010
- Liga Mistrzów: 2009/10
- KMŚ: 2010

### Reprezentacja
- Mistrzostwo Świata U-17 : Egipt 1997
- 3. miejsce w Copa Sudamericana U-20 : Argentyna 1999
- Copa América: 2004
- Puchar Konfederacji: 2009, 2013

### Indywidualne
- Bramkarz Roku Serie A: 2008/09, 2009/10
- Bramkarz Ligi Mistrzów: 2009/10
- Bramkarz Pucharu Konfederacji 2013: Złote rękawice Adidas
- Gracz roku w klubie: 2012/13